# .700 Nitro Express

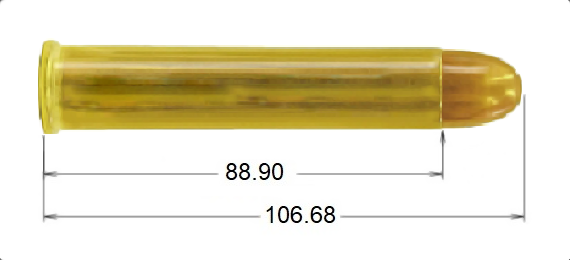
Dimensões básicas do .700 Nitro Express.

O .700 Nitro Express (17,8×89mmR) é um cartucho de fogo central para rifles voltados para caça de grande porte fabricado pela Holland & Holland, de Londres, Inglaterra. Foi desenvolvido em 1988 por Jim Bell e William Feldstein e construído pela H&H. Feldstein tentou, sem sucesso, fazer com que a H&H construísse um .600 Nitro Express para ele, mas eles já haviam parado a produção. No entanto, quando Bell e Feldstein produziram o cartucho totalmente novo .700 Nitro Express, eles foram capazes de atrair o interesse da H&H, que estava em busca de um novo cartucho de grande porte. Depois que a produção começou, a carteira de pedidos era tão grande que continuou até 2007 e a H&H reiniciou a produção de armas para o .600 Nitro Express.